# Seitenlader

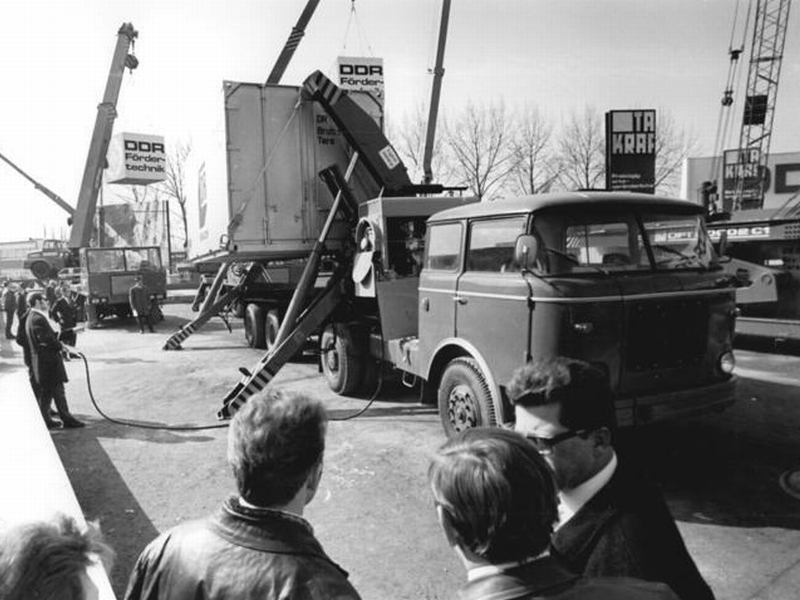
Container Sidelifters (Seitenlifter 1971)

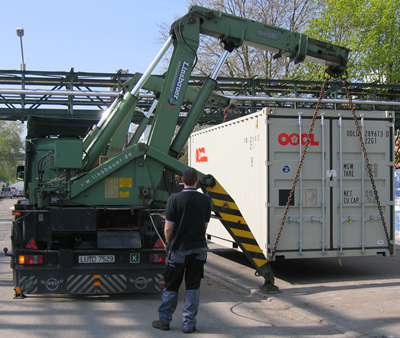
Container am Haken

Seitenlader (auch Container-Seitenlifter genannt) sind speziell ausgerüstete Sattelauflieger bzw. Lastkraftwagen, meist zum Transport und Umschlag von ISO-Containern.

## Lastaufnahme
Die Mittel zur Lastaufnahme werden mit sogenannten Containerhaken oder Spreader-Greifwerkzeug in den vier Container-Twistlocks verriegelt, um unbeabsichtigtes Lösen zu verhindern. Seitenlader sind bis zu einer Hubkraft von 40 Tonnen verfügbar und können nicht nur normale Container heben und transportieren, sondern auch sogenannte Bulk-, Flat- und Tankcontainer.
- Seitenlader-Arten: 20 ft, 20–40 ft, 20–45 ft
- Containergrößen: 3–13 Meter/10–45 ft
- Containerhöhe: bis 2,90 Meter

## Umschlagvorgang

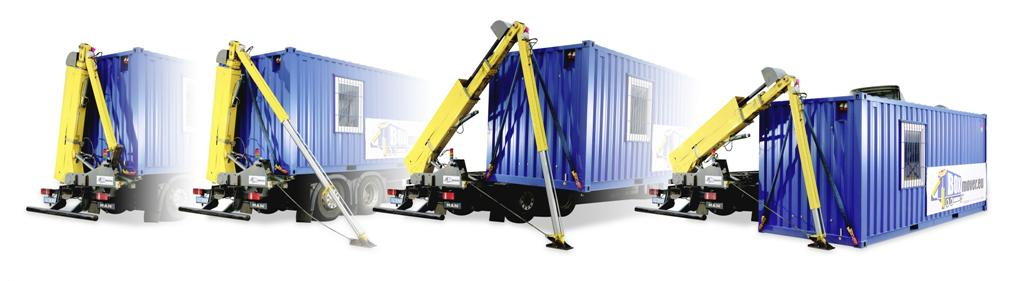
Darstellung eines Umschlagvorgangs mit der Umschlagtechnologie BOXmover

Zwei Hydraulikarme, die am Sattelfahrzeug, einem LKW-Anhänger, einem Zwei-Dreiachs-Standard-LKW oder einem Eisenbahnwagen angebracht werden können und eine stirnseitige Lastaufnahme gewährleisten, ermöglichen ein Auf- bzw. Abladen von standardisierten ISO-Containern mit einem Höchstgewicht von bis zu 32 Tonnen. Der Umschlagvorgang wird mittels einer Funkfernsteuerung vom LKW-Fahrer durchgeführt. In diesem Zusammenhang muss berücksichtigt werden, dass der Seitenlader nicht in der Lage ist, Container zu stapeln. Eine Heckentladung ist aufgrund der Konstruktion der Hydraulikarme nicht möglich.

## Technische Möglichkeiten

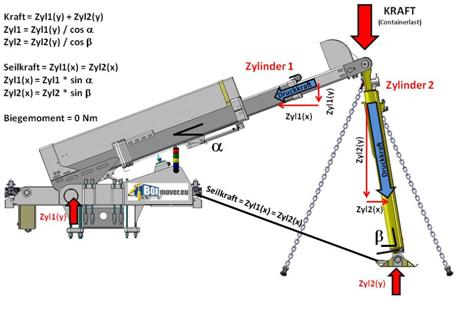
Kräftedreieck

Ein Seitenlader basiert auf dem Bauprinzip eines Krans, bei dessen Hebevorgang erhebliche Lastmomente auftreten. Der Seitenlader-Typ BOXmover ist kein Kran, da bei dessen Einsatz eben keine Lastmomente auftreten, sondern die Technik eine ganz andere ist – basierend auf einem Kraftdreieck, das die Entstehung von Biegemomenten verhindert.
Die zwei als Schenkel eines Dreiecks gelenkig angeordneten hydraulischen Teleskopzylinder sind in der Lage, die Lasten einer voll beladenen Ladeeinheit (Wechselbehälter mit 16 Tonnen und ISO-Container mit 32 Tonnen Gesamtgewicht) zu heben bzw. zu senken oder seitlich mittels Ketten oder mit einem Spreader-Greifwerkzeug im Twistlock zu bewegen. Durch die beiden Teleskopzylinder, die jeweils ein geschlossenes Kraftdreieck bilden, wird das Aufkommen von Biegemomenten verhindert, und es entstehen während eines Umschlagvorgangs ausschließlich Druckkräfte. Dies ermöglicht ein einfaches horizontales Umschlagen und somit ein Abstellen der Ladeeinheiten an jeder beliebigen Stelle und bei jedem Höhenniveau zwischen Boden und LKW.

## Einsatzbereiche
Die Verwendungsbereiche der Umschlagvorrichtung zeichnen sich durch ein breites Einsatzspektrum aus: Im Werkverkehr kommt die Technologie beispielsweise bei produzierenden Unternehmen zum Einsatz. Im Bereich des Transports von Schüttgütern kommen häufig Container als Transportmöglichkeit zum Einsatz. Der kombinierte Ladungsverkehr, der sich durch ein häufiges Vorkommen von Schnittstellen zwischen Schiene und Straße auszeichnet, ist auf lückenlose Transportketten angewiesen, um von dessen Vorteilen maßgeblich profitieren zu können. Container werden weiters für Entsorgungstransporte etwa im städtischen Bereich verwendet sowie auch im Seehafenhinterlandverkehr für Containerterminals.
Diese Transportvorgänge sind durch die Schnittstelle Straße/Schiene geprägt und können nur reibungslos abgewickelt werden, wenn lange Steh- und Wartezeiten, sowie langwieriges Be- und Entladen verhindert werden können.
Seitenlader werden auch für andere Einsatzzwecke, beispielsweise im Betonfertigteilbau, verwendet. Der abgebildete Seitenlader mit Vakuumheber war eine der ersten Sonderanfertigungen der Firma Klaus aus Memmingen und wurde 1975 bis 1978 von der Firma Dobler im Irak eingesetzt.

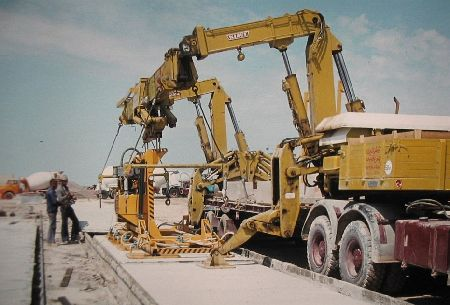
Seitenlader mit Vakuumheber
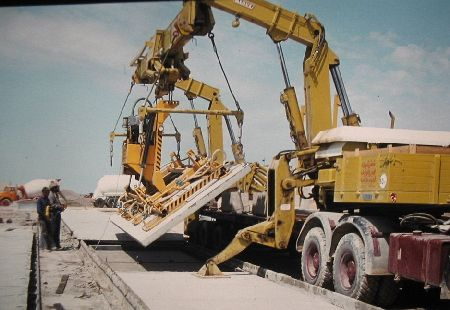
Das Betonteil haftet und wird abgehoben
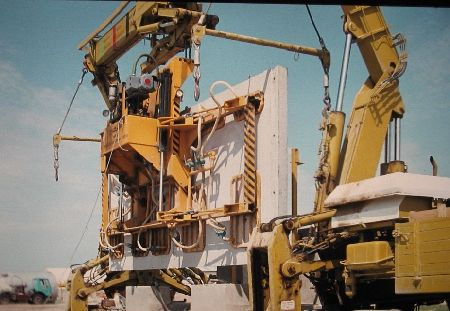
Die Betonwand wird auf dem Tieflader abgestellt